# Золотой век мексиканского кино

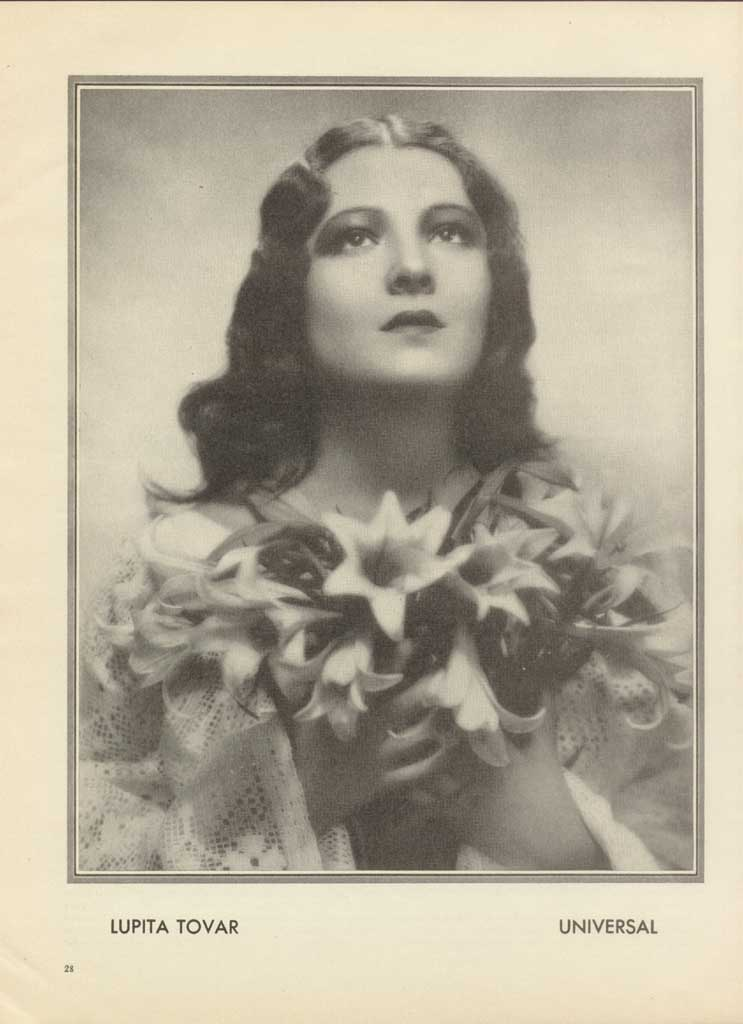
Лупита Товар в одном из первых звуковых мексиканских фильмах «Санта» (1931)

Золотой век мексиканского кино (исп. Época de oro del cine mexicano) — период развития мексиканского кино между 1936 и 1956, когда оно достигло своего художественного расцвета. Становление качественного мексиканского кино началось в 1936 году с создания Фернандо де Фуэнтесом фильма «Мы с Панчо Вилья!», его же фильм «На большом ранчо» (1936) считается истоком национального кинематографа Мексики. После окончания Второй Мировой войны мексиканское кино продолжит развиваться и Мексика станет одним из главных поставщиков фильмов как для Латинской Америки, так и для остального испаноязычного мира. После упадка в 1960-е, мексиканское кино стало возрождаться в начале 1990-е с появлением «новой волны».

## Предыстория
Основной причиной становления «золотого века» в Мексике является начало Второй мировой войны в 1939 году. Индустрия кино многих европейских стран, а также США пострадала в результате конфликта, в том числе в связи с недостатком таких необходимых для производства кино материалов, как целлюлоза. Мексика же была затронута войной в меньшей степени. В 1942 году Мексика присоединилась к союзникам, в связи с чем получила выгодные позиции на кино-рынках этих стран. Во время войны кинематограф стран-союзников был в основном сфокусирован на военной тематике, в то время как мексиканское кино сосредоточилось на более традиционных темах. Таким образом, мексиканский кинематограф занял свою нишу не-военного кино, что помогло ему добиться большого успеха среди как мексиканской, так и испаноязычной аудитории других стран.

## История
В начале 1930-х в Мексике появляются первые звуковые фильмы, которые имели успех у зрителя: «Санта» (Антонио Морено, 1932) и «Женщина из порта» (Аркадий Бойтлер, 1934). Этот успех показал, что мексиканский кинематограф обладает как нужной техникой, так и умением для создания качественного кино. Одним из первых блокбастеров был фильм Фернандо де Фуэнтеса «На большом ранчо» (1936), который стал первым примером классического мексиканского кино.

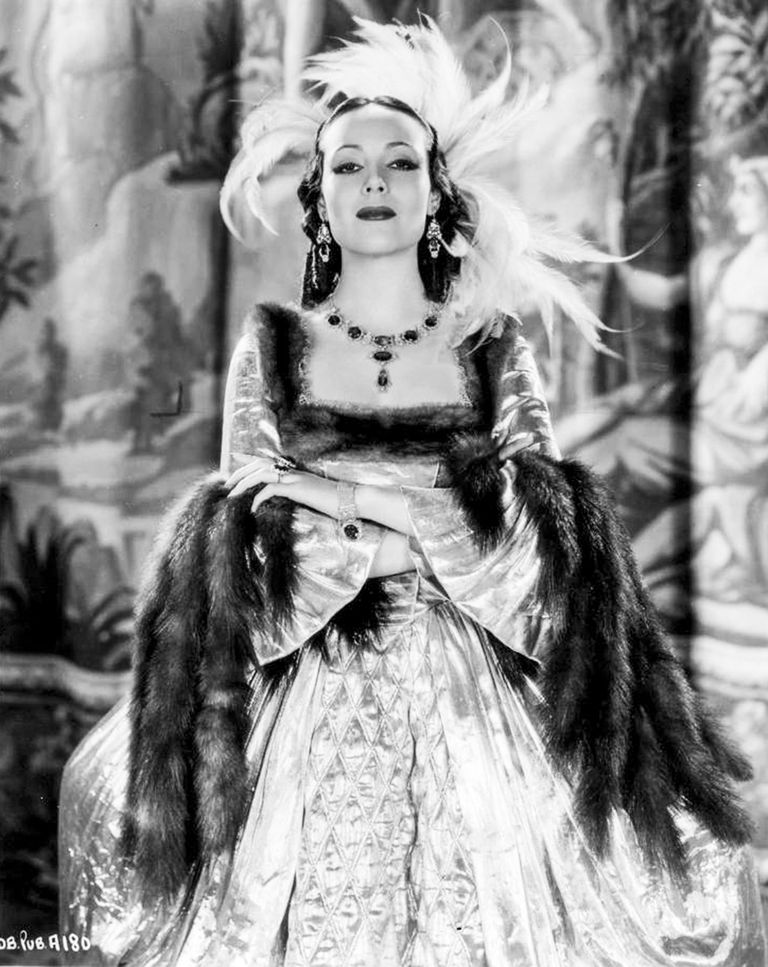
Долорес дель Рио в фильме «Мадам ДюБарри» (США, 1934)

Мексиканские кинематографисты продолжают развивать успех, осваивая новые жанры, такие как комедия, мелодрама и мюзикл. В 1943 вышла в прокат драма Эмилио Фернандеса «Дикий цветок», главные роли в котором сыграли Долорес дель Рио, которая до этого снималась в Голливуде, и Педро Армендарис. За ними последовали другие фильмы Фернандеса, в главных ролях которых также снимались дель Рио и Армендарис, как «Мария Канделария» (1944) и «Жемчужина» (1947). Эти фильмы имели огромный успех как у зрителей внутри страны, так и на зарубежных фестивалях, так «Мария Канделария» стала первым испаноязычным фильмом, который получил гран-при Каннского фестиваля, а «Жемчужина» — первый испаноязычный фильм, который получил Золотой Глобус.
Мексиканский кинематограф в «золотой век» имитировал так называемую «систему звёзд», принятую в Голливуде. Поэтому, в отличие от кинематографа других латиноамериканских стран, мексиканский кинематограф развивал «культ актёра», что привело к появлению звёзд, которые пробуждали в зрителе желание посмотреть фильм и становились их истинными кумирами. Однако, в отличие от Голливуда, где звёзды снимались парами, в Мексике актёры не были прикреплены к одной студии, что позволяло им сниматься в разных фильмах.

## Известные актёры и актрисы

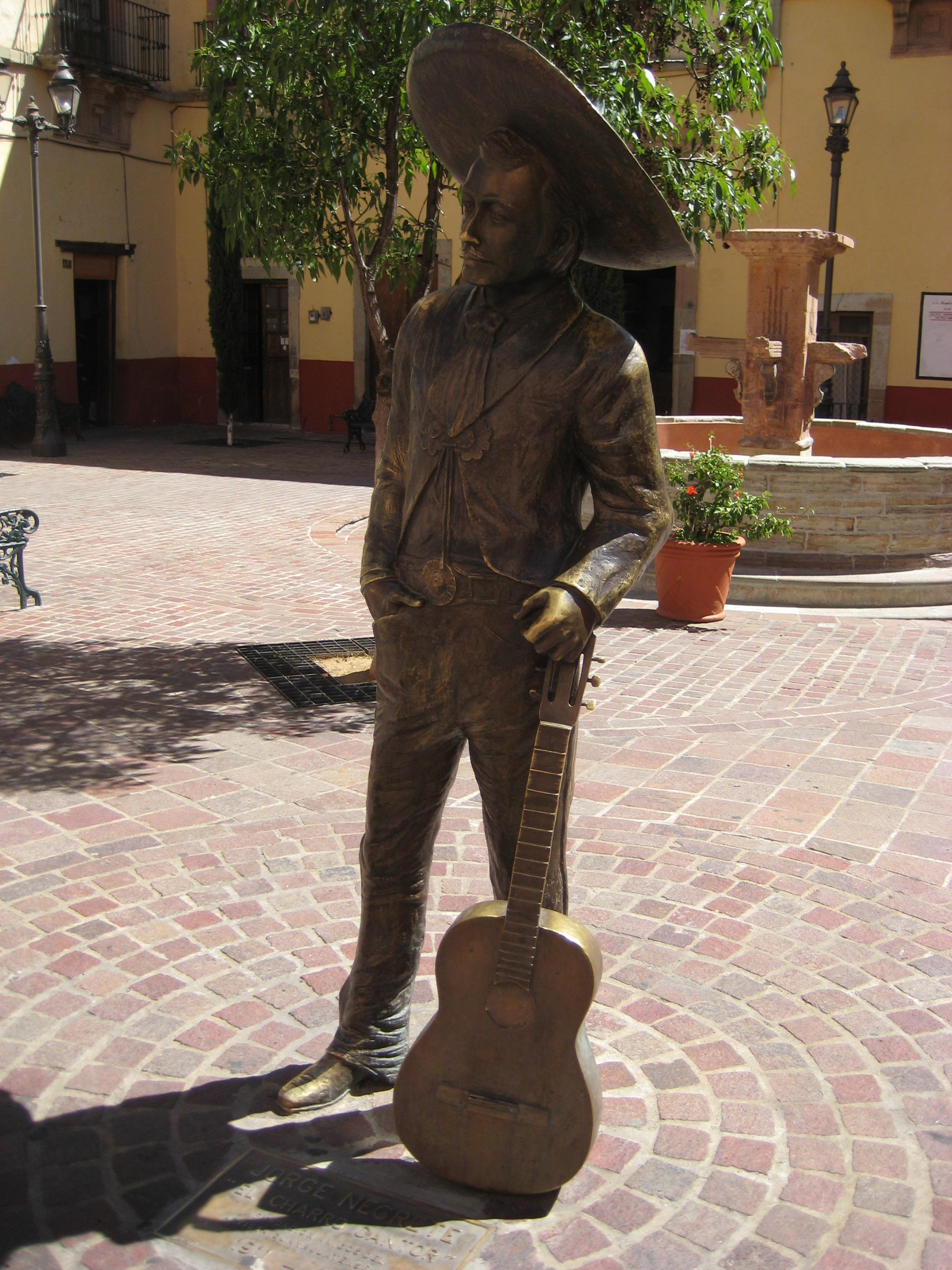
Бронзовая статуя Хорхе Негрето в Гуанахуато

Педро Инфанте был кумиром среди обычных мексиканцев, в то время как актёр и певец Хорхе Негрете был любим более изощрённой публикой. Его певческие данные и внешность сделали его героев одними из самых цитируемых в мексиканском кино. Он считается одним из главных героев фильмов, где исполняются песни в стиле ранчера (ranchera), уникальным мексиканским жанром кино.
Мария Феликс привнесла в мексиканский кинематограф красоту и уникальность личности. ей часто доставались роли «роковой женщины». До её успеха женщинам в мексиканском кино часто доставались вспомогательные роли самоотверженных матерей или покорных подруг. После успеха фильмов, в которых снималась Феликс, всё чаще на экранах стали появляться фильмы с сильными женскими характерами. Благодаря фильму «Донья Барбара» (1943) Феликс стала известна как «Ла Донья» (La Doña, госпожа), недостижимая и неукротимая женщина.
Долорес дель Рио на пике своей карьеры представляла собой высший идеал красоты мексиканской женщины. Её карьера началась в Голливуде, где она снималась в немом кино в 1920—1930-е и получила прозвище «Дива». Это было исключительным достижением для испаноязычной актрисы того времени. После успешной карьеры в Голливуде, Долорес вернулась в Мексику, где достигла такого же признания у зрителя как в США, во многом благодаря серии фильмов Эмилио Фернандеса, который был её поклонником и снимал её в главных ролях. Представления о Мексики за рубежом строились благодаря некоторым его фильмах, таким как «Дикий цветок» и «Мария Канделария». Таким образом, дель Рио была не только национальным кинематографическим символом, но и символом мексиканского кино за рубежом.

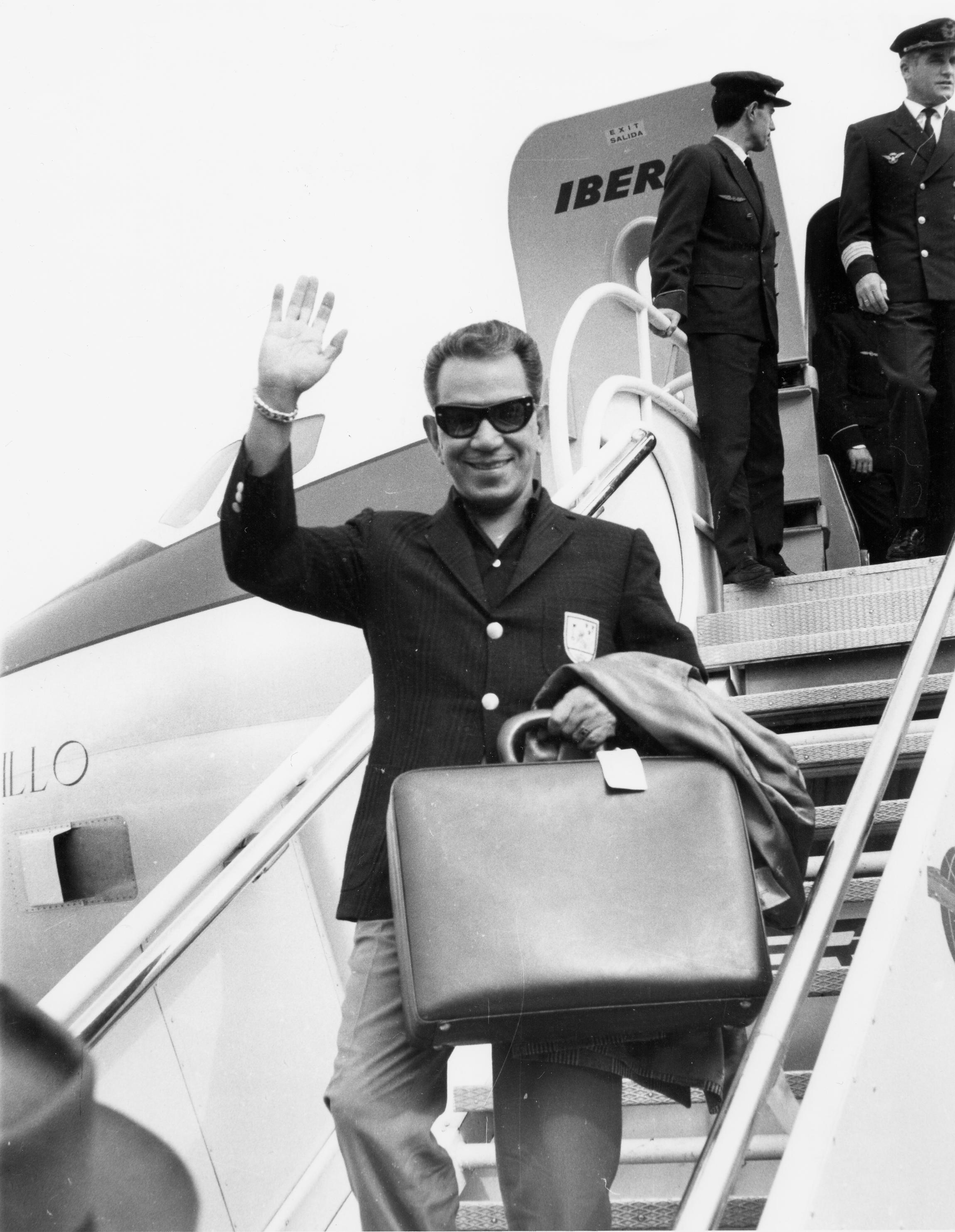
Кантинфлас в аэропорту Мадрида, 1964

Большого успеха достигли комедийные актёры. Одним из них был Марио Морено, больше известный в образе Кантинфласа. Его герой харизматичный бедняк, «дружелюбный сосед» со своеобразной речью. Роль Кантинфласа была для Морено как роль Бродяги для Чарли Чаплина. Однако, в отличие от Чаплина, Морено делал своего персонажа скорее радостным, чем грустным. Его персонажи всегда были безумно смешными, что и обеспечило ему грандиозный успех, как в Мексике, так и за рубежом. Другими известными исполнителями комических ролей были был Херман Вальдес известный как «Тин Тан», Артуро де Кордово, Хоакин Пардаве и Сара Гарсия. Роли «сердцеедов» доставались таким известным актёрам как Давид Сильва, Эмилио Туэро, Роберто Каньедо и Эрнесто Алонсо; роли красавиц таким актрисам как Колумба Домингес, Мирослава Штерн, Марга Лопес, Эльса Аггире, Глория Марин, Мария Элена Маркес, Кармен Монтехо, Андреа Пальма, Исабела Корона, Пруденсия Грифель; в ролях злодеев прославились Родольфо Акоста и Карлос Лопес Моктесума.
Некоторые мексиканские актёры добились славы в Голливуде, так Кэти Хурадо была одной из известнейших актрис, которая первая из латиноамерианок получила номинацию на Оскар за женскую роль второго плана (Сломанное копье, 1955), а также первая — ставшая лауреатом премии Золотой Глобус за лучшую женскую роль второго плана в фильме Ровно в полдень (1952). Актриса Сильвия Пиналь добилась большого успеха благодаря работам с режиссёром Луисом Бунюэлем, и по сей день остаётся живой легендой мексиканского кино.
В стороне стоит жанр «Cine de Rumberas», фильмы, в которых главные герои танцевали румбу. Данный жанр представляет собой синтез нескольких жанров кино и является вкладом Мексики в мировой кинематограф. Данный жанр был распространён так как затрагивал важную социальную тему 1940—1950-х — «женщин ночи», которые противостояли моральным и социальным нормам своего времени, а также показывал более реалистичный взгляд на мексиканское общество. В этих фильмах через танец показывается судьба этих женщин. Главными фигурами этого жанры были следующие актрисы Мария Антониета Понс, Мече Барба, Амалия Агулар, Нинон Севилья, Роса Кармина.
В Мексике нуар, популярный в Голливуде 1930—1940-х, был представлен работами актёра и режиссёра Хуана Ороля.
Несмотря на то, что мексиканский кинематограф был одни из самых влиятельных, в нём были задействованы представители других стран, самыми известными из них были испанская певица и актриса Сара Монтьель и аргентинская певица и актриса Либертад Ламарке.

## Известные режиссёры
Вместе с общим подъёмом кино рассветало мастерство режиссуры. Фернандо де Фуэнтес считается «отцом» «золотого века», в основном благодаря его вкладу в виде первых для того времени мексиканских блокбастеров «Мы с Панчо Вилья!» (1935) и «На большом ранчо» (1936).
Одним из самых важных, влиятельных и признанных режиссеров мексиканского кино был Эмилио Фернандес. Фернандес является создателем национального мексиканского кино, через которое можно понять, чем Мексика жила в 1940-е. Этим фильмам присуща особенная эстетика, достигнутая во много благодаря работе такого оператора как Габриэль Фигероа. За свою жизнь Фернандес снял 129 фильмов, создающих множество захватывающих образов, которые ассоциируются с Мексикой, ее обычаями и самобытностью.
Труд Фернандеса был многократно награждён премией Ариэль, мексиканскому аналогу премии Оскар. Он собрал команду, привлекающую внимание критиков Голливуда и Европы (оператор — Габриэль Фигероа, сценарист Маурисио Магдалено и актёры Педро Армендарис, Долорес дель Рио, Мария Феликс и Колумба Домингес), и с которой снял несколько фильмов, в которых продвигал ценности, ассоциируемые с Мексиканской революцией.

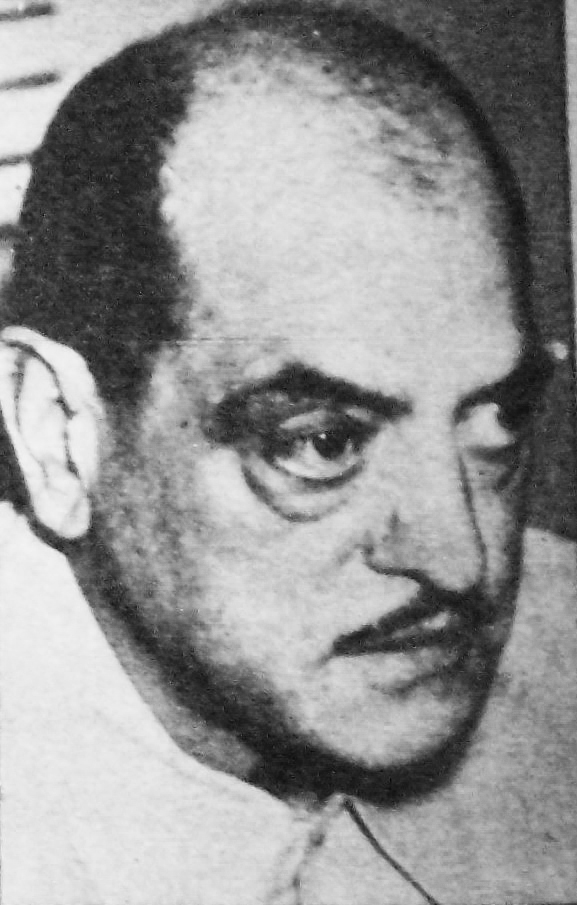
Луис Бунюэль, 1968

Другой важной фигурой для мексиканского кино является режиссёр испанского происхождения Луис Бунюэль, которого называют «отцом мексиканского сюрреализма». Большинство своих фильмов Бунюэль снял в Мексике, внеся огромный вклад в развитие мексиканского кино во второй половине «золотого века», 1950-е. Его фильм «Забытые» (1950) достиг такого огромного влияния на мировой кинематограф, что был рассмотрен ЮНЕСКО, как возможный объект для включения в список культурного наследия. Одна из его последних работ в Мексике — мексикано-испанский фильм «Виридиана» (1961). «Виридиана» была показана в составе основного конкурса Каннского фестиваля от Испании и получила золотую пальмовую ветвь. Однако. после того как ватиканская газета «L’Osservatore Romano» осудила ленту за богохульство и кощунство, «Виридиана» была запрещена в Испании до 1977 года. В 1977 году Бюнуэль получил Национальную премию в области науки и искусства Мексики, вручаемую правительством Мексики.
Среди прочих, можно упомянуть следующих режиссёров: Хулио Брачо, Исмаэль Родригес (Мы, бедный, 1948), Роберто Гавальдон (Макарио, 1960). Также некоторые иностранные режиссёры внесли свой вклад в развитие мексиканского кино, снимая фильмы в содружестве: Фред Циннеман (Австрия), Джон Форд, Джон Хьюстон, Сэм Пекинпа, Роберт Олдрич (все из США).

## Упадок
В 1950-е в Мексике начинает распространяться телевидение, которое почти сразу же проникает в дома большинства мексиканцев и начинает конкурировать с кинематографом. В это же время из Голливуда приходят инновации: широкие экраны, улучшенные цвета и стереозвук. Эти технологии стоили дорого, что затрудняло для Мексики возможность конкурировать. Поэтому на протяжении нескольких лет Мексика была не в состоянии производить фильмы, включающие эти новшества.
15 апреля 1957 года умер Педро Инфанте, чью смерть оплакивала вся Мексика. Его уход символизировал собой конец «золотого века мексиканского кино».
В это время мировой кинематограф менялся, появлялись новые направления и признанные творцы. Так в США ликвидация цензуры позволила более смелое освещение многих тем. Во Франции в это время зарождается «новая волна», в Италии утверждается неореализм, а в Швеции и Японии работают такие признанные гении как Ингмар Бергман и Акира Куросава.
В Мексики развитие кино тормозилось бюрократией, несколько человек держали индустрию в своих руках и не давали новый режиссёрам высказаться. Это приводило к остановке производства, так между 1957 и 1958 года были закрыты три важные киностудии: «Tepeyac», «Clasa Films» и «Azteca». Кроме этого, Мексиканская академия кинематографических искусств решила приостановить награждение премией «Ариэль» в 1958. Эта премия была введена в 1946 году и знаменовала собой расцвет мексиканского кино.